# 카르사바시

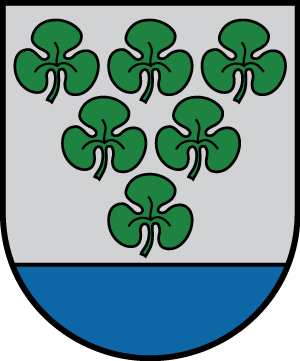
시 문장

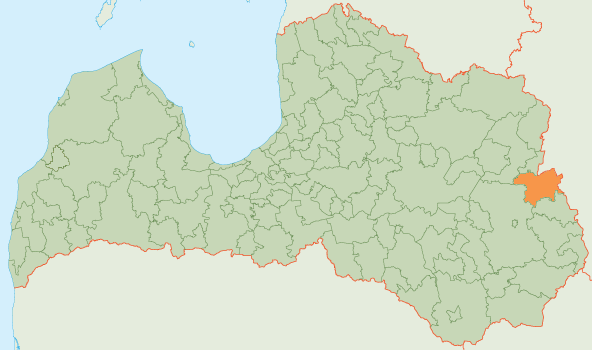
카르사바 시의 위치

카르사바시(라트비아어: Kārsavas novads)는 라트비아의 지방 자치체로 행정 중심지는 카르사바이며 면적은 628.4km2, 인구는 7,128명(2009년 기준), 인구 밀도는 11명/km2이다. 1개 도시, 5개 교구를 관할한다.